# Archeologische cultuur
Een archeologische cultuur is een patroon van gelijksoortige artefacten en kenmerken, afkomstig uit een duidelijk afgebakende periode en gevonden in een begrensd gebied. Soms wordt ter onderscheid van het sociologische begrip cultuur de term technologisch complex gebruikt.
Deze patronen of assemblages worden geacht representatief te zijn voor de leefwijze van een bepaalde samenleving. Wanneer er sprake is van maar één soort artefact wordt de term industrie (in de betekenis nijverheid) gebruikt. 
De naamgeving is ouder dan de aanduiding cultuur - de gewoonte een cultuur of industrie naar de vindplaats te noemen, stamt uit de negentiende eeuw. Soms wordt in plaats van de naam van de plaats of rivier waar de eerste vondsten gedaan zijn (Abbevillien) de wijze van begraven (enkelgrafkamercultuur, urnenveldencultuur) of de vorm of versiering van het aardewerk (keramisch Neolithicum, klokbekercultuur, touwbekercultuur) gebruikt.

## Lijst van archeologische beschavingen
- Ahrensburgcultuur
- Andronovocultuur
- Bandkeramische cultuur
- Cardiaal-impressocultuur
- Cemetery H-cultuur
- Chavincultuur
- Cycladische beschaving
- Ertebøllecultuur
- Hallstattcultuur
- Hamburgcultuur
- Indusbeschaving
- Jhukarcultuur
- Klokbekercultuur
- Maglemosecultuur
- Michelsbergcultuur
- Natufische cultuur
- Nazcacultuur
- Northern black polished ware-cultuur
- Obeidcultuur
- Ochre coloured pottery-cultuur
- Oud-Griekse cultuur
- Painted grey ware-cultuur
- Portugese cultuur
- Przeworskcultuur
- Romeinse cultuur
- Rössencultuur
- Seine-Oise-Marnecultuur
- Sesklocultuur
- Sredny Stog-cultuur
- Starčevo-Köröscultuur
- Swifterbantcultuur
- Thulecultuur
- Trechterbekercultuur
- Touwbekercultuur
- Vinčacultuur